# POWER7
POWER7 è un microprocessore sviluppato da IBM come successore del POWER6, presentato l'8 febbraio 2010. Si tratta di un progetto finanziato con 53 milioni di dollari da parte del DARPA e volto alla realizzazione di nuovi supercomputer. È stato succeduto dal POWER8.

## Caratteristiche tecniche

### Processo produttivo
Si tratta di una CPU composta da 8 core commercializzata in moduli a doppio chip, offrendo quindi un totale di 16 core per ogni modulo. Dato che ogni singolo core è in grado di offrire una potenza computazionale di 32 GigaFLOPS gestendo fino a 4 thread in contemporanea, ogni singolo processore arriva fino a 256 GigaFLOPS, mentre ogni modulo offre di conseguenza fino a 512 GigaFLOPS. Ogni CPU è composta 1,2 miliardi di transistor distribuiti su una superficie di 567 mm².
Si tratta di una potenza elaborativa più che doppia rispetto a quella offerta dal predecessore POWER6, ottenuta tra l'altro con una frequenza operativa inferiore ai quasi 5 GHz del POWER6, ovvero dai 3,0 ai 4,14 GHz e questo, unito al nuovo processo produttivo a 45 nm, diminuisce i consumi del processore. Un consumo più basso unito ad una potenza computazionale più che doppia porta di conseguenza un'efficienza decisamente migliorata delle nuove soluzioni.
Oltre alle versioni più potenti da 8 core, sono previste anche versioni "ridotte" da 6 e 4 core (al fine di ottimizzare la resa produttiva e poter coprire tutte le fasce di mercato). Il controller della memoria RAM è integrato nella CPU e ne saranno presenti 2 con supporto allo standard DDR3 in modalità a 4 canali che consentono di un'ampiezza di banda verso la memoria fino a 100 GB/s. È inoltre stata integrata una cache L3 unificata tra tutti i core, di generose dimensioni, pari a 32 MB, di tipo "embedded DRAM" che ha permesso di contenere il numero di transistor, che sarebbe stato decisamente superiore se fosse stato impiegato un approccio tradizionale nella sua implementazione.

### Tecnologie implementate
Oltre alla capacità di gestire di 4 thread contemporaneamente per ogni core (una funzionalità che ricorda molto la tecnologia Hyper-Threading di Intel, che era però limitata a 2 soli thread per core), IBM ha preso spunto anche da un'altra soluzione Intel per sviluppare una tecnologia che aumenta la frequenza dei core effettivamente impiegati dal sistema, qualora il carico non fosse equamente distribuito; tale tecnologia prende il nome di TurboCore ed è molto simile (almeno nella finalità) alla Turbo Boost di Intel (integrata nelle CPU basate sull'architettura Nehalem).

## Configurazioni previste
IBM realizza sistemi a 2 unità provvisti di 4 moduli a doppio chip, offrendo quindi soluzioni da ben 64 core in grado di gestire fino a 128 GB di memoria RAM e di fornire una potenza elaborativa di circa 2 TeraFLOPS. Esiste anche la possibilità di collegare tra loro fino a 16 sistemi del tipo appena illustrato, realizzando soluzioni da ben 1024 core per una potenza di 32 TeraFLOPS, per una memoria totale di 2 TB.
Sono previste diverse tipologie di soluzioni POWER7, di seguito alcuni dettagli:
- Power 795 - soluzione fino a 256 processori e 4.25 GHz - fascia alta
- Power 780 - soluzione fino a 64 processori - fascia alta
- Power 770 - soluzione fino a 64 processori e consumo ridotto fino al 70% rispetto ad un'analoga soluzione POWER6 - fascia media
- Power 755 - soluzione fino a 32 processori dedicati ai nodi di cluster HPC
- Power 750 Express - soluzione fino a 4 volte più veloce di quella di precedente generazione - fascia media
- Power 740 Express - soluzione con un numero ridotto (16) processori - fascia media
- Power 730 Express - soluzione con un numero ridotto (16) processori - fascia media
- Power 720 Express - soluzione con un numero ridotto (8) processori - fascia media
- Power 710 Express - soluzione con un numero ridotto (8) processori - fascia media

### Nuovo supercomputer
Come ormai tradizione per IBM, anche la CPU POWER7 viene utilizzata per la realizzazione di una nuova generazione di supercalcolatori. Watson, conta ben 2,880 processori POWER7 3.5 GHz da 8 core, con 4 thread per core e complessivamente 16 TB di memoria RAM.